# Kris Verduyckt
Kris Verduyckt, né le 2 avril 1977 à Lommel, est un homme politique belge, membre de Vooruit.

## Biographie
Kris Verduyckt nait le 2 avril 1977 à Lommel.
Aux élections législatives fédérales de 2019, Kris Verduyckt est élu à la Chambre des Représentants.
Il devient député au Parlement flamand après les élections régionales 9 juin 2024 et devient chef de groupe de Vooruit à l'assemblée. Il est désigné comme sénateur par le Parlement flamand et prête serment le 18 juillet 2024.